# Iberoporus cermenius
Iberoporus cermenius är en skalbaggsart som beskrevs av Castro och Juan A. Delgado 2001. Iberoporus cermenius ingår i släktet Iberoporus och familjen dykare. Inga underarter finns listade i Catalogue of Life.